# Иленихена, Джордж
Джордж Осрземен Иленихена (англ. George Osrzehmen Ilenikhena; родился 16 августа 2006, Лагос, Нигерия) — французский футболист, нападающий клуба «Монако».

## Клубная карьера
Воспитанник любительского французского клуба «Антони ФЭ», в 2021 году Иленихена попал в академию «Амьена». 19 ноября 2022 года дебютировал за основную команду «Амьена», выйдя на замену в матче Кубка Франции против клуба «Эглон дю Ламентен». В Лиге 2 Джордж дебютировал 10 января 2023 года, когда вышел на замену в матче против «Генгама». Уже через два дня он снова появился на поле, выйдя на замену в матче чемпионата против «Бордо», и отметился первым забитым мячом в карьере. Его гол, случившийся на 90+2 минуте, также принёс «Амьену» ничью. Вторую половину сезона 2022/23 Иленихена провёл в качестве игрока основной команды «Амьена», принял участие в 17 матчах и забил 2 гола.
29 июня 2023 года бельгийский «Антверпен» объявил о трансфере Иленихены из «Амьена». Джордж подписал контракт с новым клубом до 30 июня 2027 года. 23 июля 2023 года он дебютировал за «Антверпен» в матче Суперкубка Бельгии против «Мехелена», выйдя на замену на 86 минуте и забив пенальти в послематчевой серии, в которой клуб Иленихены одержал победу. 30 июля 2023 года дебютировал в бельгийской Про-лиге, выйдя на замену в матче против клуба «Серкль Брюгге». 13 декабря 2023 года забил свой первый гол в Лиге чемпионов в матче против «Барселоны», принеся «Антверпену» победу.
25 июля 2024 года Иленихена перешёл в французский клуб «Монако». Сумма трансфера составила 20 млн евро. 19 сентября 2024 года забил свой первый гол за новую команду в матче Лиги чемпионов против «Барселоны», принеся «Монако» победу — 2:1. 15 февраля 2025 года в матче Лиги 1 против «Нанта» Иленихена оформил свой первый дубль в составе «монегасков». «Монако» победил в той встрече со счётом 7:1.

## Достижения
«Антверпен»
- Обладатель Суперкубка Бельгии: 2023